# Ivan Krastev
Iván Krástev (en búlgaro: Иван Йотов Кръстев, Lukovit, 1 de enero de 1965) es un politólogo e intelectual búlgaro, presidente del Centro de Estrategias Liberales de Sofía, Bulgaria, miembro permanente de la junta directiva del Instituto de Ciencias Humanas de Viena. También es fundador y miembro del consejo de administración del Consejo Europeo de Relaciones Exteriores y miembro del Consejo del Instituto Nacional de Estudios Estratégicos de Londres. 

## Trayectoria
Entre 2005 y 2011, fue redactor en jefe de la edición búlgara de Foreign Policy. Su obra incluye: Europa después de Europa (Universidad de Valencia, 2019), In Mistrust We Trust: Can Democracy Survive When We Don’t Trust Our Leaders (TED Books, 2013), The Anti-American Century (Central European University Press, 2007), del cual es coeditor, y Shifting Obssesions: Three Essays on the Politics of Anticorruption (Central European University Press, 2004). Algunos de sus artículos han aparecido en El País.